# Церковь Рождества Пресвятой Богородицы (Стефанидинодар)
Церковь Рождества Пресвятой Богородицы (Церковь Рождества Богородицы) — православный храм в селе Стефанидинодар Ростовской области; Ростовская и Новочеркасская епархия, Азовское благочиние.
Адрес: Ростовская область, Азовский район, село Стефанидинодар, улица Мира, 43в.

## История
Дата постройки первого храма в селе Стефанидинодар неизвестна, ориентировочно в 1870-х годах. Был он деревянный, с тремя куполами и колокольней. На подворье церкви находилось караульное кирпичное помещение, в котором кормили и давали приют нищим.
Пережив Октябрьскую революцию и Гражданскую войну, храм был разрушен во второй половине 1930-х годов. Новая история церкви началась после распада СССР. Верующим села был выделен дом, который был преобразован в молитвенный.
В 2009 году был заложен и освящён памятный камень, и началось возведение деревянной церкви. Помощь жителям села оказывал атаман войскового казачьего общества «Всевеликое Войско Донское» В. П. Водолацкий, который родился в этом селе. Храм был построен за три года и освящён митрополитом Ростовским и Новочеркасским Меркурием.
Настоятель — иерей Сергей Александрович Васильев.
В настоящее время в храме работает воскресная школа, ведутся тренировки по боевому искусству в школе «Спас». В июле 2016 года на территории храма состоялось открытие детских военно-патриотических сборов.